# Семейный портрет Матюниных
«Семейный портрет Матюниных» (также «Семейный портрет Молоствовых / Матюниных») — картина Е. Н. Хилковой. Точное время создания не указано, по внешним факторам относится к концу 1860-х — не позже 1872 года. Картина находится в Государственном музее изобразительных искусств Республики Татарстан.

## Описание картины
На семейном портрете изображены, справа налево, Елена Сергеевна Матюнина (жена сенатора А. Е. Матюнина), её старшая дочь Надежда и младшая дочь Ольга.
Дворянские роды Матюниных и Молоствовых породнились в 1872 году, когда 23-летняя Надежда Андреевна Матюнина (1849—1914, на картине в центре) вышла замуж за Валериана Таврионовича Молоствова (1828—1909). Судя по возрасту на картине, незадолго до этого события или к самому событию и был написан портрет. 
К периоду уже после свадьбы в 1872 году относится уточнение «Семейный портрет Молоствовых / Матюниных» вместо исходного «Семейный портрет Матюниных». Уточнение не отражено в музейном каталоге, но написано на этикетке картины. Там же к сожалению сделана описка в английском переводе (MATYININ вместо MATYUNIN), а последний известный год участия художницы в выставках (1876) указан как её официальный год смерти.
К курьёзам относится упоминание картины в книге «Мир русской женщины: семья, профессия, домашний уклад. XVIII — начало XX века». Авторы, вероятно из-за моложавого вида матери и архетипа трёх возрастов (старший, средний, младший), посчитали женщин на картине за трёх сестёр, где «старшая сестра делает набросок в альбом», средняя сидит подле, младшая стоит. В итоге возникла неизвестная искусствоведению картина «Портрет сестёр Матюниных».

## Отзывы и критика
Картина относится к периоду зрелого мастерства художницы и не имеет той статичности фигур, на которую указывали на картине 1855 года. Портрет описывают как «исполненный в академических традициях, но отличающийся естественностью композиции».
Другой критик пишет, что в основе портрета «лежит гармония красок, тонкость вкуса, элегантность письма и законченность композиции».